# Campeonato Mundial de Voleibol de Praia de 2023 - Feminino
O torneio feminino do Campeonato Mundial de Voleibol de Praia de 2023 ocorreu de 6 a 15 de outubro, no estado de Tlaxcala, nas cidades de Tlaxcala de Xicohténcatl, Apizaco e Huamantla, no México, com um total de 48 duplas.
A dupla estadunidense Hughes e Cheng conquista seu primeiro título ao vencer na final a dupla brasileira Ana Patrícia e Duda, garantindo assim a vaga direta aos Jogos Olímpicos de Verão de 2024; completou o pódio a dupla estadunindense  Nuss e Kloth

## Fórmula de disputa
A competição será disputada por 48 duplas, distribuídas proporcionalmente entre os Grupos A, B, C, D, E, F, G, H, I, J, K e L. Nestes grupos, as duplas se enfrentarão em sistema de pontos corridos, ou seja, todos contra todos; o primeiro e o segundo colocado de cada grupo, um total de 24 duplas, avançarão para a rodada das 32 duplas, esta completada pelas quatro duplas com melhor índice na terceira colocação. As quatro últimas vagas serão conhecidas após a disputa das 8 duplas na "repescagem", que reunirá as outras terceiras colocadas; enquanto as quartas colocadas de cada grupo serão eliminadas da competição.
Após a rodada de 32 duplas (fase eliminatória), avançarão para as oitavas de final as 16 melhores equipes. Posteriormente, formarão as quartas de final, semifinal, disputa pelo terceiro lugar e final.

## Fase classificatória
|  | Qualificados para pré-oitavas de final (primeira e segunda colocação)         |
|  | Qualificados para pré-oitavas de final (melhores índices da terceira posição) |
|  | Qualificados para repescagem (menores índices da terceira posição)            |
|  | Eliminados                                                                    |

### Grupo A
|     |                    |     | Jogos | Jogos | Jogos | Sets | Sets | Sets  | Pontos | Pontos | Pontos |
| Pos | Equipe             | Pts | T     | V     | D     | V    | P    | R     | V      | P      | R      |
| --- | ------------------ | --- | ----- | ----- | ----- | ---- | ---- | ----- | ------ | ------ | ------ |
| 1   | Ana Patrícia–Duda  | 6   | 3     | 3     | 0     | 6    | 0    | MAX   | 126    | 78     | 1.615  |
| 2   | Placette–Richard   | 5   | 3     | 2     | 1     | 4    | 2    | 2.000 | 112    | 97     | 1.155  |
| 3   | Ahtiainen–Lahti    | 4   | 3     | 1     | 2     | 2    | 4    | 0.500 | 102    | 104    | 0.981  |
| 4   | Rivas Zapata–Chris | 3   | 3     | 0     | 3     | 0    | 6    | 0.000 | 65     | 126    | 0.516  |

| 7 out | 12:00 | Placette–Richard  | 2–0 | Ahtiainen–Lahti    | 21–17, 21–15 | Relatório |
| 7 out | 13:00 | Ana Patrícia–Duda | 2–0 | Rivas Zapata–Chris | 21–5, 21–17  | Relatório |
| 8 out | 13:00 | Placette–Richard  | 2–0 | Rivas Zapata–Chris | 21–10, 21–13 | Relatório |
| 8 out | 14:00 | Ana Patrícia–Duda | 2–0 | Ahtiainen–Lahti    | 21–14, 21–14 | Relatório |
| 9 out | 13:00 | Ahtiainen–Lahti   | 2–0 | Rivas Zapata–Chris | 21–10, 21–10 | Relatório |
| 9 out | 14:00 | Ana Patrícia–Duda | 2–0 | Placette–Richard   | 21–16, 21–12 | Relatório |

### Grupo B
|     |                      |     | Jogos | Jogos | Jogos | Sets | Sets | Sets  | Pontos | Pontos | Pontos |
| Pos | Equipe               | Pts | T     | V     | D     | V    | P    | R     | V      | P      | R      |
| --- | -------------------- | --- | ----- | ----- | ----- | ---- | ---- | ----- | ------ | ------ | ------ |
| 1   | Nuss–Kloth           | 6   | 3     | 3     | 0     | 6    | 0    | MAX   | 126    | 91     | 1.385  |
| 2   | Andressa–Vitória     | 5   | 3     | 2     | 1     | 4    | 3    | 1.333 | 126    | 124    | 1.016  |
| 3   | Paulikienė–Raupelyté | 4   | 3     | 1     | 2     | 3    | 4    | 0.750 | 125    | 131    | 0.954  |
| 4   | Akiko–Yurika         | 3   | 3     | 0     | 3     | 0    | 6    | 0.000 | 104    | 135    | 0.770  |

| 7 out | 17:30 | Andressa–Vitória     | 2–1 | Paulikienė–Raupelyté | 21–13, 14–21, 15–13 | Relatório    |
| 7 out | 18:30 | Nuss–Kloth           | 2–0 | Akiko–Yurika         | 21–15, 21–15        | Relatório    |
| 8 out | 19:30 | Nuss–Kloth           | 2–0 | Paulikienė–Raupelyté | 21–19, 21–15        | Relatório    |
| 8 out | 22:00 | Andressa–Vitória     | 2–0 | Akiko–Yurika         | 21–9, 28–26         | Relatório    |
| 9 out | 17:30 | Nuss–Kloth           | 2–0 | Andressa–Vitória     | 21–13, 21–14        | [ Relatório] |
| 9 out | 18:30 | Paulikienė–Raupelyté | 2–0 | Akiko–Yurika         | 21–18, 23–21        | [ Relatório] |

### Grupo C
|     |                       |     | Jogos | Jogos | Jogos | Sets | Sets | Sets  | Pontos | Pontos | Pontos |
| Pos | Equipe                | Pts | T     | V     | D     | V    | P    | R     | V      | P      | R      |
| --- | --------------------- | --- | ----- | ----- | ----- | ---- | ---- | ----- | ------ | ------ | ------ |
| 1   | Hughes–Cheng          | 5   | 3     | 2     | 1     | 4    | 2    | 2.000 | 121    | 88     | 1.375  |
| 2   | Ágatha–Rebecca        | 5   | 3     | 2     | 1     | 5    | 2    | 2.500 | 138    | 111    | 1.243  |
| 3   | Ittlinger–Borger      | 5   | 3     | 2     | 1     | 4    | 3    | 1.333 | 125    | 112    | 1.116  |
| 4   | Albarrán–Vidaurrazaga | 3   | 3     | 0     | 3     | 0    | 6    | 0.000 | 53     | 126    | 0.421  |

| 6 out  | 19:30 | Ágatha–Rebecca   | 1–2 | Ittlinger–Borger      | 18–21, 21–18, 12–15 | Relatório |
| 6 out  | 22:00 | Hughes–Cheng     | 2–0 | Albarrán–Vidaurrazaga | 21–4, 21–10         | Relatório |
| 7 out  | 22:00 | Hughes–Cheng     | 2–0 | Ittlinger–Borger      | 21–17, 21–12        | Relatório |
| 7 out  | 23:00 | Ágatha–Rebecca   | 2–0 | Albarrán–Vidaurrazaga | 21–6, 21–14         | Relatório |
| 9 out  | 22:00 | Ittlinger–Borger | 2–0 | Albarrán–Vidaurrazaga | 21–12, 21–17        | Relatório |
| 10 out | 00:00 | Hughes–Cheng     | 0–2 | Ágatha–Rebecca        | 15–21, 22–24        | Relatório |

### Grupo D
|     |                      |     | Jogos | Jogos | Jogos | Sets | Sets | Sets  | Pontos | Pontos | Pontos |
| Pos | Equipe               | Pts | T     | V     | D     | V    | P    | R     | V      | P      | R      |
| --- | -------------------- | --- | ----- | ----- | ----- | ---- | ---- | ----- | ------ | ------ | ------ |
| 1   | Melissa–Brandie      | 6   | 3     | 3     | 0     | 6    | 0    | MAX   | 129    | 82     | 1.573  |
| 2   | Hermannová–Štochlová | 5   | 3     | 2     | 1     | 4    | 3    | 1.333 | 134    | 114    | 1.175  |
| 3   | Erika–Michelle       | 4   | 3     | 1     | 2     | 3    | 4    | 0.750 | 115    | 131    | 0.878  |
| 4   | Mahassine–Yakki      | 3   | 3     | 0     | 3     | 0    | 6    | 0.000 | 79     | 130    | 0.608  |

| 7 out | 10:00 | Hermannová–Štochlová | 2–0 | Erika–Michelle       | 21–14, 17–21, 15–10 | Relatório |
| 7 out | 16:30 | Melissa–Brandie      | 2–0 | Mahassine–Yakki      | 21–9, 21–10         | Relatório |
| 8 out | 10:00 | Hermannová–Štochlová | 2–0 | Mahassine–Yakki      | 21–14, 21–10        | Relatório |
| 8 out | 19:00 | Melissa–Brandie      | 2–0 | Erika–Michelle       | 21–14, 21–10        | Relatório |
| 9 out | 14:30 | Melissa–Brandie      | 2–0 | Hermannová–Štochlová | 21–17, 24–22        | Relatório |
| 9 out | 15:30 | Erika–Michelle       | 2–0 | Mahassine–Yakki      | 25–21, 21–13        | Relatório |

### Grupo E
|     |                        |     | Jogos | Jogos | Jogos | Sets | Sets | Sets  | Pontos | Pontos | Pontos |
| Pos | Equipe                 | Pts | T     | V     | D     | V    | P    | R     | V      | P      | R      |
| --- | ---------------------- | --- | ----- | ----- | ----- | ---- | ---- | ----- | ------ | ------ | ------ |
| 1   | Clancy–Mariafe         | 6   | 3     | 3     | 0     | 6    | 1    | 6.000 | 137    | 106    | 1.292  |
| 2   | Liliana–Paula          | 5   | 3     | 2     | 1     | 5    | 3    | 1.667 | 143    | 132    | 1.083  |
| 3   | Gruszczyńska–Wachowicz | 4   | 3     | 1     | 2     | 3    | 4    | 0.750 | 132    | 127    | 1.039  |
| 4   | Almánzar–Payano        | 3   | 3     | 0     | 3     | 0    | 6    | 0.000 | 79     | 126    | 0.627  |

| 7 out | 12:00 | Gruszczyńska–Wachowicz | 1–2 | Liliana–Paula          | 25–27, 21–15, 10–15 | Relatório |
| 7 out | 18:30 | Clancy–Mariafe         | 2–0 | Almánzar–Payano        | 21–16, 21–12        | Relatório |
| 8 out | 12:00 | Gruszczyńska–Wachowicz | 2–0 | Almánzar–Payano        | 21–15, 21–13        | Relatório |
| 8 out | 18:30 | Clancy–Mariafe         | 2–1 | Liliana–Paula          | 17–21, 21–17, 15–6  | Relatório |
| 9 out | 12:00 | Clancy–Mariafe         | 2–0 | Gruszczyńska–Wachowicz | 21–18, 21–16        | Relatório |
| 9 out | 13:00 | Liliana–Paula          | 2–0 | Almánzar–Payano        | 21–9, 21–14         | Relatório |

### Grupo F
|     |                   |     | Jogos | Jogos | Jogos | Sets | Sets | Sets  | Pontos | Pontos | Pontos |
| Pos | Equipe            | Pts | T     | V     | D     | V    | P    | R     | V      | P      | R      |
| --- | ----------------- | --- | ----- | ----- | ----- | ---- | ---- | ----- | ------ | ------ | ------ |
| 1   | Carol–Bárbara     | 6   | 3     | 3     | 0     | 6    | 1    | 6.000 | 145    | 118    | 1.229  |
| 2   | Ludwig–Lippmann   | 5   | 3     | 2     | 1     | 4    | 2    | 2.000 | 119    | 88     | 1.352  |
| 3   | Ishii–Mizoe       | 4   | 3     | 1     | 2     | 2    | 4    | 0.500 | 92     | 120    | 0.767  |
| 4   | Bianchin–Scampoli | 3   | 3     | 0     | 3     | 1    | 6    | 0.167 | 115    | 145    | 0.793  |

| 6 out | 19:30 | Carol–Bárbara   | 2–1 | Bianchin–Scampoli | 23–21, 23–25, 15–9 | Relatório |
| 6 out | 19:30 | Ludwig–Lippmann | 2–0 | Ishii–Mizoe       | 21–12, 21–10       | Relatório |
| 7 out | 22:00 | Carol–Bárbara   | 2–0 | Ishii–Mizoe       | 21–19, 21–9        | Relatório |
| 7 out | 22:00 | Ludwig–Lippmann | 2–0 | Bianchin–Scampoli | 21–12, 21–12       | Relatório |
| 9 out | 14:00 | Carol–Bárbara   | 2–0 | Ludwig–Lippmann   | 21–19, 21–16       | Relatório |
| 9 out | 14:00 | Ishii–Mizoe     | 2–0 | Bianchin–Scampoli | 21–18, 21–18       | Relatório |

### Grupo G
|     |                 |     | Jogos | Jogos | Jogos | Sets | Sets | Sets  | Pontos | Pontos | Pontos |
| Pos | Equipe          | Pts | T     | V     | D     | V    | P    | R     | V      | P      | R      |
| --- | --------------- | --- | ----- | ----- | ----- | ---- | ---- | ----- | ------ | ------ | ------ |
| 1   | Hüberli–Brunner | 6   | 3     | 3     | 0     | 6    | 1    | 6.000 | 144    | 121    | 1.190  |
| 2   | Tina–Anastasija | 5   | 3     | 2     | 1     | 5    | 2    | 2.500 | 142    | 116    | 1.224  |
| 3   | Ariana–Karelys  | 4   | 3     | 1     | 2     | 2    | 4    | 0.500 | 97     | 119    | 0.815  |
| 4   | Gallay–Pereyra  | 3   | 3     | 0     | 3     | 0    | 6    | 0.000 | 99     | 126    | 0.786  |

| 7 out | 12:00 | Hüberli–Brunner | 2–0 | Ariana–Karelys  | 21–19, 21–11        | Relatório |
| 7 out | 12:00 | Tina–Anastasija | 2–0 | Gallay–Pereyra  | 21–17, 21–14        | Relatório |
| 8 out | 14:00 | Hüberli–Brunner | 2–0 | Gallay–Pereyra  | 21–18, 21–15        | Relatório |
| 8 out | 14:00 | Tina–Anastasija | 2–0 | Ariana–Karelys  | 21–11, 21–14        | Relatório |
| 9 out | 15:00 | Hüberli–Brunner | 2–1 | Tina–Anastasija | 21–19, 23–25, 16–14 | Relatório |
| 9 out | 15:00 | Gallay–Pereyra  | 0–2 | Ariana–Karelys  | 19–21, 16–21        | Relatório |

### Grupo H
|     |                |     | Jogos | Jogos | Jogos | Sets | Sets | Sets  | Pontos | Pontos | Pontos |
| Pos | Equipe         | Pts | T     | V     | D     | V    | P    | R     | V      | P      | R      |
| --- | -------------- | --- | ----- | ----- | ----- | ---- | ---- | ----- | ------ | ------ | ------ |
| 1   | Stam–Schoon    | 5   | 3     | 2     | 1     | 4    | 3    | 1.333 | 133    | 114    | 1.167  |
| 2   | Esmée–Zoé      | 5   | 3     | 2     | 1     | 5    | 2    | 2.500 | 138    | 122    | 1.131  |
| 3   | Pavan–McBain   | 4   | 3     | 1     | 2     | 3    | 4    | 0.750 | 119    | 126    | 0.944  |
| 4   | Navas–González | 4   | 3     | 1     | 2     | 2    | 5    | 0.400 | 110    | 138    | 0.797  |

| 7 out | 13:00 | Stam–Schoon  | 2–0 | Navas–González | 21–11, 21–18        | Relatório |
| 7 out | 13:00 | Esmée–Zoé    | 2–0 | Pavan–McBain   | 21–19, 21–15        | Relatório |
| 8 out | 15:00 | Stam–Schoon  | 2–1 | Pavan–McBain   | 21–15, 17–21, 15–7  | Relatório |
| 8 out | 15:00 | Esmée–Zoé    | 1–2 | Navas–González | 21–13, 20–22, 13–15 | Relatório |
| 9 out | 17:30 | Stam–Schoon  | 0–2 | Esmée–Zoé      | 19–21, 19–21        | Relatório |
| 9 out | 17:30 | Pavan–McBain | 2–0 | Navas–González | 21–19, 21–12        | Relatório |

### Grupo I
|     |                   |     | Jogos | Jogos | Jogos | Sets | Sets | Sets  | Pontos | Pontos | Pontos |
| Pos | Equipe            | Pts | T     | V     | D     | V    | P    | R     | V      | P      | R      |
| --- | ----------------- | --- | ----- | ----- | ----- | ---- | ---- | ----- | ------ | ------ | ------ |
| 1   | Cannon–Kraft      | 5   | 3     | 2     | 1     | 4    | 2    | 2.000 | 127    | 114    | 1.114  |
| 2   | Xue–Xia           | 5   | 3     | 2     | 1     | 4    | 2    | 2.000 | 94     | 75     | 1.253  |
| 3   | Álvarez M.–Moreno | 5   | 3     | 2     | 1     | 4    | 2    | 2.000 | 102    | 114    | 0.895  |
| 4   | Torres–Rivera     | 3   | 3     | 0     | 3     | 0    | 6    | 0.000 | 83     | 127    | 0.654  |

| 6 out  | 19:30 | Cannon–Kraft      | 0–2 | Álvarez M.–Moreno | 26–28, 15–21 | Relatório |
| 6 out  | 22:00 | Xue–Xia           | 2–0 | Torres–Rivera     | 21–12, 21–9  | Relatório |
| 7 out  | 23:00 | Cannon–Kraft      | 2–0 | Torres–Rivera     | 21–11, 22–20 | Relatório |
| 8 out  | 00:00 | Xue–Xia           | 2–0 | Álvarez M.–Moreno | 21–11, 21–0  | Relatório |
| 9 out  | 22:00 | Álvarez M.–Moreno | 2–0 | Torres–Rivera     | 21–16, 21–15 | Relatório |
| 10 out | 22:00 | Xue–Xia           | 0–2 | Cannon–Kraft      | 20–22, 14–21 | Relatório |

### Grupo J
|     |                    |     | Jogos | Jogos | Jogos | Sets | Sets | Sets  | Pontos | Pontos | Pontos |
| Pos | Equipe             | Pts | T     | V     | D     | V    | P    | R     | V      | P      | R      |
| --- | ------------------ | --- | ----- | ----- | ----- | ---- | ---- | ----- | ------ | ------ | ------ |
| 1   | Scoles–Flint       | 6   | 3     | 3     | 0     | 6    | 0    | MAX   | 126    | 78     | 1.615  |
| 2   | Gottardi–Menegatti | 5   | 3     | 2     | 1     | 4    | 3    | 1.333 | 128    | 100    | 1.280  |
| 3   | Dorina–Ronja       | 4   | 3     | 1     | 2     | 3    | 4    | 0.750 | 113    | 127    | 0.890  |
| 4   | Quesada–Williams   | 3   | 3     | 0     | 3     | 0    | 6    | 0.000 | 64     | 126    | 0.508  |

| 7 out | 18:30 | Gottardi–Menegatti | 2–0 | Quesada–Williams | 21–9, 21–9          | Relatório |
| 7 out | 18:30 | Scoles–Flint       | 2–0 | Dorina–Ronja     | 21–17, 21–14        | Relatório |
| 8 out | 22:00 | Gottardi–Menegatti | 2–1 | Dorina–Ronja     | 21–19, 18–21, 15–10 | Relatório |
| 8 out | 22:00 | Scoles–Flint       | 2–0 | Quesada–Williams | 21–4, 21–11         | Relatório |
| 9 out | 18:30 | Gottardi–Menegatti | 0–2 | Scoles–Flint     | 14–21, 18–21        | Relatório |
| 9 out | 18:30 | Dorina–Ronja       | 2–0 | Quesada–Williams | 21–16, 21–15        | Relatório |

### Grupo K
|     |                 |     | Jogos | Jogos | Jogos | Sets | Sets | Sets  | Pontos | Pontos | Pontos |
| Pos | Equipe          | Pts | T     | V     | D     | V    | P    | R     | V      | P      | R      |
| --- | --------------- | --- | ----- | ----- | ----- | ---- | ---- | ----- | ------ | ------ | ------ |
| 1   | Müller–Tillmann | 5   | 3     | 2     | 1     | 4    | 3    | 1.333 | 137    | 126    | 1.087  |
| 2   | Dong–Wang       | 5   | 3     | 2     | 1     | 4    | 2    | 2.000 | 113    | 115    | 0.983  |
| 3   | Tainá–Victória  | 4   | 3     | 1     | 2     | 3    | 4    | 0.750 | 131    | 134    | 0.978  |
| 4   | Alix–Harward    | 4   | 3     | 1     | 2     | 2    | 4    | 0.500 | 115    | 121    | 0.950  |

| 7 out  | 17:30 | Müller–Tillmann | 0–2 | Alix–Harward   | 23–25, 14–21        | Relatório |
| 7 out  | 17:30 | Tainá–Victória  | 0–2 | Dong–Wang      | 19–21, 19–21        | Relatório |
| 8 out  | 17:30 | Müller–Tillmann | 2–0 | Dong–Wang      | 21-13, 21-16        | Relatório |
| 8 out  | 17:30 | Tainá–Victória  | 2–0 | Alix–Harward   | 21-17, 21-17        | Relatório |
| 10 out | 00:00 | Müller–Tillmann | 2–1 | Tainá–Victória | 21–15, 22–24, 15–12 | Relatório |
| 10 out | 00:00 | Dong–Wang       | 2–0 | Alix–Harward   | 21–16, 21–19        | Relatório |

### Grupo L
|     |                                   |     | Jogos | Jogos | Jogos | Sets | Sets | Sets  | Pontos | Pontos | Pontos |
| Pos | Equipe                            | Pts | T     | V     | D     | V    | P    | R     | V      | P      | R      |
| --- | --------------------------------- | --- | ----- | ----- | ----- | ---- | ---- | ----- | ------ | ------ | ------ |
| 1   | A.Vergé-Dépré–Mäder               | 6   | 3     | 3     | 0     | 6    | 1    | 6.000 | 142    | 94     | 1.511  |
| 2   | Worapeerachayakorn–Naraphornrapat | 5   | 3     | 2     | 1     | 5    | 2    | 2.500 | 135    | 118    | 1.144  |
| 3   | Gutiérrez–Flores                  | 4   | 3     | 1     | 2     | 2    | 4    | 0.500 | 95     | 100    | 0.950  |
| 4   | Vanessa–Sinaportar                | 3   | 3     | 0     | 3     | 0    | 6    | 0.000 | 66     | 126    | 0.524  |

| 6 out | 23:00 | Gutiérrez–Flores                  | 2–0 | Vanessa–Sinaportar                | 21–8, 21–8          | Relatório |
| 6 out | 23:00 | A.Vergé-Dépré–Mäder               | 2–1 | Worapeerachayakorn–Naraphornrapat | 22–24, 21–15, 15–12 | Relatório |
| 7 out | 23:00 | Gutiérrez–Flores                  | 0–2 | Worapeerachayakorn–Naraphornrapat | 15–21, 17–21        | Relatório |
| 7 out | 23:00 | A.Vergé-Dépré–Mäder               | 2–0 | Vanessa–Sinaportar                | 21–11, 21–11        | Relatório |
| 9 out | 22:00 | Gutiérrez–Flores                  | 0–2 | A.Vergé-Dépré–Mäder               | 6–21, 15–21         | Relatório |
| 9 out | 22:00 | Worapeerachayakorn–Naraphornrapat | 2–0 | Vanessa–Sinaportar                | 21–15, 21–13        | Relatório |

## Fase eliminatória

### Repescagem
| 10 out | 15:00 | Pavan–McBain         | 2–0 | Ariana–Karelys   | 21–13, 21–10        | Relatório |
| 10 out | 15:00 | Erika–Michelle       | 1–2 | Ahtiainen–Lahti  | 21–18, 17–21, 9–15  | Relatório |
| 10 out | 16:00 | Paulikienė–Raupelyté | 2–0 | Ishii–Mizoe      | 21–17, 21–17        | Relatório |
| 10 out | 16:00 | Dorina–Ronja         | 2–1 | Gutiérrez–Flores | 21–18, 19–21, 15–10 | Relatório |

### Pré-oitavas de final
| 11 out | 16:00 | Álvarez M.–Moreno    | 0–2 | Stam–Schoon                       | 32–34, 21–23        | Relatório |
| 11 out | 16:00 | Gottardi–Menegatti   | 2–0 | A.Vergé-Dépré–Mäder               | 22–20, 21–15        | Relatório |
| 11 out | 16:00 | Müller–Tillmann      | 2–0 | Liliana–Paula                     | 22–20, 21–16        | Relatório |
| 11 out | 16:00 | Ágatha–Rebecca       | 2–1 | Ludwig–Lippmann                   | 19–21, 22–20, 15–8  | Relatório |
| 11 out | 17:00 | Cannon–Kraft         | 2–1 | Andressa–Vitória                  | 22–24, 24–22, 15–12 | Relatório |
| 11 out | 17:00 | Clancy–Mariafe       | 2–0 | Ittlinger–Borger                  | 21–19, 25–23        | Relatório |
| 11 out | 17:00 | Tainá–Victória       | 2–1 | Carol–Bárbara                     | 22–20, 17–21, 16–14 | Relatório |
| 11 out | 17:00 | Pavan–McBain         | 0–2 | Nuss–Kloth                        | 21–23, 12–21        | Relatório |
| 11 out | 22:00 | Ana Patrícia–Duda    | 2–0 | Paulikienė–Raupelyté              | 21–14, 21–15        | Relatório |
| 11 out | 22:00 | Esmée–Zoé            | 2–0 | Placette–Richard                  | 26–24, 21–16        | Relatório |
| 11 out | 22:00 | Tina–Anastasija      | 2–0 | Dong–Wang                         | 21–14, 21–17        | Relatório |
| 11 out | 22:00 | Hermannová–Štochlová | 0–2 | Scoles–Flint                      | 21–23, 8–21         | Relatório |
| 11 out | 23:00 | Xue–Xia              | 2–0 | Worapeerachayakorn–Naraphornrapat | 21–12, 21–16        | Relatório |
| 11 out | 23:00 | Ahtiainen–Lahti      | 0–2 | Melissa–Brandie                   | 17–21, 17–21        | Relatório |
| 11 out | 23:00 | Hughes–Cheng         | 2–1 | Dorina–Ronja                      | 27–25, 19–21, 15–9  | Relatório |
| 11 out | 23:00 | Hüberli–Brunner      | 2–0 | Gruszczyńska–Wachowicz            | 21–16, 21–14        | Relatório |

### Oitavas de final
| 12 out | 20:00 | Cannon–Kraft      | 0–2 | Stam–Schoon        | 18–21, 17–21        | Relatório |
| 12 out | 20:00 | Müller–Tillmann   | 1–2 | Tainá–Victória     | 19–21, 24–22, 13–15 | Relatório |
| 12 out | 21:00 | Clancy–Mariafe    | 2–1 | Gottardi–Menegatti | 21–18, 15–21, 15–11 | Relatório |
| 12 out | 21:00 | Ágatha–Rebecca    | 0–2 | Nuss–Kloth         | 22–24, 14–21        | Relatório |
| 12 out | 23:00 | Ana Patrícia–Duda | 2–0 | Xue–Xia            | 25–23, 21–18        | Relatório |
| 12 out | 23:00 | Esmée–Zoé         | 0–2 | Melissa–Brandie    | 14–21, 11–21        | Relatório |
| 12 out | 23:00 | Hughes–Cheng      | 2–1 | Tina–Anastasija    | 19–21, 21–16, 15–11 | Relatório |
| 12 out | 23:00 | Hüberli–Brunner   | 2–0 | Scoles–Flint       | 21–17, 27–25        | Relatório |

### Quartas de final
| 13 out | 20:00 | Hughes–Cheng      | 2–0 | Tainá–Victória  | 21-14, 21-16       | Relatório |
| 13 out | 21:00 | Clancy–Mariafe    | 2–0 | Melissa–Brandie | 22–20, 21–16       | Relatório |
| 13 out | 22:00 | Hüberli–Brunner   | 1–2 | Nuss–Kloth      | 17–21, 21–19, 8–15 | Relatório |
| 13 out | 00:00 | Ana Patrícia–Duda | 2–0 | Stam–Schoon     | 21–16, 21–16       | Relatório |

### Semifinais
| 14 out | 21:00 | Hughes–Cheng      | 2–1 | Nuss–Kloth     | 18-21, 21-12, 15-13 | Relatório |
| 14 out | 23:00 | Ana Patrícia–Duda | 2–0 | Clancy–Mariafe | 21-17, 21-14        | Relatório |

### Terceiro lugar
| 15 out | 16:15 | Clancy–Mariafe | 1–2 | Nuss–Kloth | 21–15, 19–21, 8–15 | Relatório |

### Final
| 15 out | 19:00 | Ana Patrícia–Duda | 0–2 | Hughes–Cheng | 16-21, 20-22 | Relatório |

## Classificação final
| Posição | Equipe                            |
| ------- | --------------------------------- |
|         | Hughes–Cheng                      |
|         | Ana Patrícia–Duda                 |
|         | Nuss–Kloth                        |
| 4       | Clancy–Mariafe                    |
| 5       | Tainá–Victória                    |
| 5       | Melissa–Brandie                   |
| 5       | Stam–Schoon                       |
| 5       | Hüberli–Brunner                   |
| 9       | Ágatha–Rebecca                    |
| 9       | Xue–Xia                           |
| 9       | Müller–Tillmann                   |
| 9       | Gottardi–Menegatti                |
| 9       | Tina–Anastasija                   |
| 9       | Esmée–Zoé                         |
| 9       | Cannon–Kraft                      |
| 9       | Scoles–Flint                      |
| 17      | Dorina–Ronja                      |
| 17      | Andressa–Vitória                  |
| 17      | Carol–Bárbara                     |
| 17      | Pavan–McBain                      |
| 17      | Dong–Wang                         |
| 17      | Hermannová–Štochlová              |
| 17      | Álvarez M.–Moreno                 |
| 17      | Liliana–Paula                     |
| 17      | Ahtiainen–Lahti                   |
| 17      | Placette–Richard                  |
| 17      | Ittlinger–Borger                  |
| 17      | Ludwig–Lippmann                   |
| 17      | Paulikienė–Raupelyté              |
| 17      | Gruszczyńska–Wachowicz            |
| 17      | A.Vergé-Dépré–Mäder               |
| 17      | Worapeerachayakorn–Naraphornrapat |
| 33      | Ariana–Karelys                    |
| 33      | Ishii–Mizoe                       |
| 33      | Gutiérrez–Flores                  |
| 33      | Erika–Michelle                    |
| 37      | Gallay–Pereyra                    |
| 37      | Rivas Zapata–Chris                |
| 37      | Quesada–Williams                  |
| 37      | Almánzar–Payano                   |
| 37      | Bianchin–Scampoli                 |
| 37      | Akiko–Yurika                      |
| 37      | Mahassine–Yakki                   |
| 37      | Albarrán–Vidaurrazaga             |
| 37      | Torres–Rivera                     |
| 37      | Vanessa–Sinaportar                |
| 37      | Navas–González                    |
| 37      | Alix–Harward                      |

Fonte: Volleyball World